# Hadula impia
Hadula impia är en fjärilsart som beskrevs av Rudolf Püngeler 1905. Hadula impia ingår i släktet Hadula och familjen nattflyn. Inga underarter finns listade i Catalogue of Life.